# Hodászi roma tájház
A hodászi roma tájház Magyarország első cigány tájháza. A Szabolcs-Szatmár-Bereg vármegyei Hodászon található, Rézműves Melinda cigány származású etnográfus hozta létre 2001-ben. A tájház egyik célja, hogy bemutassa a helyi cigányok második világháború előtti és 1960-as évekbeli lakáskultúráját, népi építészeti örökségét és tárgyi értékeit. Másrészt, fontos célkitűzés a közösségfejlesztés, a cigány népi kultúra népszerűsítése, a helyi cigány kultúra értékeinek feltárása, a romani nyelv aktív használatának motiválása.
Rézműves Melinda Hodászon nőtt fel, és egyetemi tanulmányai alatt fogalmazódott meg benne, hogy a Magyarországon fellelhető 400 nemzetiségi tájház mellett látogatható legyen egy cigány tájház is. 2001-ben a cigánytelepen egy kétosztatú, sárfalazatú ház felújításával, majd egy félig földbe ásott putri, azaz veremház megépítésével létrejött a hodászi cigány tájház a görögkatolikus cigány egyház szomszédságában. A Tájház civil kezdeményezéssel valósult meg. A félig földbe ásott putriban a második világháború előtti lakhatási lehetőség tekinthető meg, míg az 1960-as évekbeli lakáskultúrát egy nádfedelű kétosztatú ház mutatja be. Emellett a hagyományos cigány mesterségek használati tárgyainak ismertetésére is nagy hangsúlyt fektetnek.
A 2014-ben megépült Alkotóház színtere a gyűjtemény (néprajzi, irodalmi, képzőművészeti, fotógyűjtemény) bemutatásának valamint a tudásmegosztó konferenciák, tréningek, múzeumpedagógiai és műhelyfoglalkozások a közösség fejlesztését szolgálják.